# Санин, Сергей Степанович
Сергей Степанович Санин (род. 25 октября 1937, Ейск) — советский и российский ученый, специалист по защите сельскохозяйственных растений.
Академик РАН (2013), РАСХН (2005, членкор с 2001), доктор биологических наук (1999), профессор (1999). В 2000—2014 гг. директор Всероссийского НИИ фитопатологии, где работает с 1974 года, ныне там же главный научный сотрудник.
Заслуженный деятель науки Российской Федерации (2003).

## Биография
Окончил Московскую сельскохозяйственную академию им. К. А. Тимирязева (1960), отделение защиты растений.
В 1960—1974 гг. работал в Северо-Кавказском НИИ фитопатологии, создатель там лаборатории аэробиологии, которой и заведовал.
С 1974 года во Всероссийском НИИ фитопатологии: заведующий лабораторией, в 1976—1982 гг. заведующий отделом, в 1982—2000 гг. заместитель директора по научной работе, в 2000—2014 гг. директор этого института, а с 2015 г. — главный научный сотрудник, ныне также заведующий отделом эпидемиологии и фитосанитарии болезней зерновых культур.
Подготовил 12 кандидатов наук.
Президент Межрегионального общества фитопатологов, член Международного научно-технического центра (МНТЦ).
Член редколлегий научных журналов «Защита и карантин растений», «Фитопатология», русско-английского журнала «Карантин растений. Наука и практика».
Награжден орденом «Знак Почета» (1977), медалью ордена «За заслуги перед Отечеством» II степени (1997), медалью «Ветеран труда» (1987), медалью «За доблестный труд. В ознаменование 100-летия со дня рождения Владимира Ильича Ленина» (1970).
Опубликовал более 300 научных трудов, в том числе 30 книг и брошюр, имеет 3 авторских свидетельства на изобретения.